# مارکو کیپروس
مارکو کیپروس (انگلیسی: Marko Kiprusoff؛ زادهٔ ۶ ژوئن ۱۹۷۲) بازیکن هاکی روی یخ اهل فنلاند است.
از باشگاه‌هایی که در آن بازی کرده‌است می‌توان به مونترآل کانادینز اشاره کرد.